# Phlegra shulovi
Phlegra shulovi là một loài nhện trong họ Salticidae.
Loài này thuộc chi Phlegra. Phlegra shulovi được Jerzy Prószyński miêu tả năm 1998.